# たかはしゆい
たかはし ゆい（たかはし ゆい、1984年〈昭和59年〉3月7日 - ）は、日本のタレントで、女性アイドルグループ・SDN48の元メンバー。現在はガイドワークス社系雑誌でパチスロライターとしても活躍中。
東京都出身。血液型はA型。

## 略歴
- 2009年8月1日からSDN48のメンバーとして活動開始。
- 2012年3月31日にNHKホールで行われた『SDN48 コンサート「NEXT ENCORE」 in NHKホール』をもってSDN48を卒業。
- 2018年6月1日より、YouTubeで「ゆいちゅ〜ぶ」を開始する。
- 2019年8月1日、東京・秋葉原のAKB48劇場で開催されたSDN48結成10年記念「誘惑のガーター」特別公演に出演。

## 人物
- 元SDN48の2期生として活躍をし、現在はタレントとして多方面で活躍している
- 大の犬好きで、ペットの犬（ミニチュアシュナウザー）を愛しすぎていて部屋の中は、愛犬グッズでいっぱいになるほど。
- 主な出演作品は、テレビ朝日『仮面ライダー龍騎』、舞台『夏の夜の夢』など多数出演。パチスロ実戦術。

## SDN48での参加曲

### シングルCD選抜曲
- 佐渡へ渡る - アンダーガールズB名義
- 愛、チュセヨ
- MIN・MIN・MIN
- カムジャタン慕情 - アンダーガールズA名義
- クリクリ - アンダーガールズA名義

### 劇場公演ユニット曲
SDN48 1st Stage「誘惑のガーター」公演
- Never!
- じゃじゃ馬レディー

## 作品

### 映像作品
- 2nd DVD「ゆいまにあ」(最新売上第２位)
- 堀込泰行×□□□（クチロロ）コラボ曲MV

## 出演

### テレビドラマ
- テレビ朝日「仮面ライダー龍騎」百合絵 役
- 「マルサ」高天原マヤ 役
- フジテレビ「プロポーズ大作戦」生徒：ゆい 役
- TBS「温泉へ行こう4」レギュラー

### テレビ番組
- チバテレ「SANDWICH-MAN QUIZ THE PRICE SHOW」レギュラーMC
- チバテレ「最近どう?みんなタクシーのってる?」レギュラーMC
- 東京MX「オトボケバー」レギュラー
- テレビ東京「今夜もドル箱S」
  - 「激！今夜もドル箱」
- 日本テレビ「ピロロン学園」
- テレビ東京「たけしのニッポンのミカタ!」
- NHK教育「デザインあ」
- フジテレビ「予告編ビヨンド」
- ベターライフチャンネル「リストランテ純一」
- フジテレビ「HEY!HEY!HEY! MUSIC CHAMP」
- TBS「中居正広の金曜日のスマイルたちへ」
- JCOM「ナイトスプラッシュ」
- チバテレ「朝まるJUST」
- NHK「ミュージックジャパン」
- 日本テレビ「しゃべくり007」
- 日本テレビ「AKBINGO!」
- 日本テレビ「ハッピーMusic」
- 日本テレビ「金曜スーパープライム」
- 日本テレビ「行列のできる法律相談所」
- 日本テレビ「PON!」
  - 「日曜だPON」
- TBS「恋の神様」
- 静岡放送「静岡発そこ知り」
- TBS「カミスン!」
- パチ・スロ サイトセブンTV「嵐と松本」

### ネット番組
- ニコニコ動画「たかはしゆいのマルハンプレス大放送」メインMC
- ニコニコ動画「湘南の風　ネイルマックス」ゲスト
- ニコニコ動画「トークの花道」

### 映画
- 「劇場版 仮面ライダー555 パラダイス・ロスト」
- 「かなりあ」
- 「婚活サポーターガールズ2」
- 「ソフテン」

### 舞台
- 「夏の夜の夢」（演出：遠藤理史、築地ブディストホール）主演

### CM
- ロッテ「フラボノガム」
- タカラ缶酎ハイ「アワーズ」
- マクドナルド「シャカシャカチキン」
- 森永乳業「MILK　JUDGE日本篇」
- ドールバナナ「ドールマン登場篇」
- 珉珉打破・

### スチール
- AU「ムービー携帯 A5032CA」
- ヤマザキナビスコ「チップスター」
- 東進ハイスクール
- 産業エッセイ募集広告
- コナミ広告「デジリーマン」

### 雑誌
- ガイドワークス「パチスロ実戦術」ライター
- 講談社「フライデー」表紙
- 双葉社「girls!」vol33
- 徳間書店「アサヒ芸能」表紙
- 秋田書店「ヤングチャンピオン」
- 光文社「フラッシュ」
- 集英社「プレイボーイ」
- 日刊ゲンダイ
- 双葉社「ガールズ」
- 小学館「ビッグコミックスピリッツ」表紙
- 講談社「フライデー」表紙
- 扶桑社「MAMOR」2012年9月号 - 護衛艦はたかぜを訪問、海上自衛隊の制服を着て撮影、表紙と巻頭グラビアを飾る。
- 光文社「フラッシュ」
- 学研「ボム」
- 宝島社「スマート」
- フリーペーパー「FILT」大竹まこと氏と対談